# Curtis Good
Curtis Edward Good (ur. 23 marca 1993 w Melbourne) – australijski piłkarz występujący na pozycji obrońcy w Newcastle United.